# 左うでの夢
『左うでの夢』（LEFT HANDED DREAM）は、坂本龍一3作目のオリジナルアルバム。1981年10月5日にリリース。

## 解説
「歌はうまさじゃなく声色、ヘタでも自己表現としては音楽の中で最高のもの」ということで、坂本のヴォーカルが大々的にフィーチャーされている（10曲中6曲がヴォーカル曲）。
1、2作目と比較するとシンプルなメロディー・構成の曲が増え、和音によるバッキングやカデンツ（終止形）を避けるなど、西洋音楽のボキャブラリーからの脱却がモチーフになっている。またファンク的なリズムを意識的に避けること、「祭りの音楽」がコンセプトとしてあった。
共同プロデューサーにロビン・スコットが名を連ねているが、後に、このアルバムの数曲を基にロビン主導の12インチ・シングル『アレンジメント』が作られている。
制作にはキング・クリムゾンのエイドリアン・ブリュー、高橋幸宏、細野晴臣、仙波清彦などが参加した。
発売当時のレコードには、糸井重里の手による「スナオ・サカモト①」のコピーが付けられていた。タイトルについては、当初ロビン・スコットが「同盟」というタイトルを提案したが却下、矢野顕子が「左うでの夢」を提案したところ、それが採用された（坂本は左利き）。
1992年、93年にCD化された際にはMIDIレーベルから再発された。

## 収録曲
全作曲：坂本龍一（特記以外）
1. ぼくのかけら
  - 作詞：糸井重里

ゆったりとした3/4拍子のリズムに乗り、何本ものシンプルなメロディーが複雑に絡み合っていく。後にダンスリーとの共演アルバム『the End of Asia』で再演されている。
2. サルとユキとゴミのこども
  - 作詞：糸井重里

三線（サンシン）を模したようなチープな音色のシンセ・リフとシンプルなメロディー、朴訥とした歌詞が特徴。ベースは坂本が弾いていると思われる。
3. かちゃくちゃねぇ
  - 作詞：矢野顕子

「かちゃくちゃねぇ」はごちゃごちゃしていていらいらする様子という意味の津軽弁。ひたすらシンプルな沖縄風のメロディーを繰り返すが、2分24秒あたりからリズムが激しくなり動きが出てくる。また、ディレイ（エコー）がリズムにもメロディーにも効果的に使われている。エフェクトされたヴァイオリンをEP-4の佐藤薫が演奏している。
4. The Garden Of Poppies
ダイナミクスがつけられたパーカッションのリズムと繰り返されるシンセベースの上で、エイドリアン・ブリューのギターが咆哮する。ドラムは坂本が叩いていると思われる（アルバムレコーディング中に撮影された写真として、坂本・エイドリアンらが3人で1台のドラムセットを叩く場面が残っている）。
5. Relâche
  - 作曲：坂本龍一、ロビン・スコット、エイドリアン・ブリュー

前曲に続きシンプルなリフが主体の曲。この曲でも、エイドリアン・ブリューのアニマル・ギターが活躍。後に、ロビン・スコットのヴォーカルを加え「JUST ABOUT ENOUGH」のタイトルで12インチ・シングル『アレンジメント』に収録。
6. Tell'em To Me
  - 作詞：矢野顕子

6/8拍子。マリンバのアンサンブルと坂本のヴォーカルによる暗いハーモニーがメインになっている。中間部では、ブリューのフリーキーなギターソロがフィーチャーされている。後に、ロビン・スコットのヴォーカルを加え「ONCE IN A LIFETIME」のタイトルで12インチ・シングル『アレンジメント』に収録。
7. Living In The Dark
  - 作詞：かしぶち哲郎

ムーンライダーズのかしぶち哲郎が作詞を担当。
8. Slat Dance
隙間の多い、たゆたう様な3拍子のリズムとSEのみが前半は続く。後半から現れる完全4度のハモリのメロディーが3回繰り返され、和音は解決しないままに曲を閉じる。
9. Venezia
  - 作詞：かしぶち哲郎

この曲もかしぶち哲郎が作詞。息の長いシンプルなメロディーが、従える和音の色彩を変えながら何度も何度も繰り返される。サックスの音が効果音的に使われている。冒頭からバックで聴こえる16分音符のシーケンスは、レコーディング中にトラック上よりシーケンサーとシンクロする為の情報が何故か消失した為、坂本が手弾きを行なった物。後に、ロビン・スコットのヴォーカルを加え「THE LEFT BANK」のタイトルで12インチ・シングル『アレンジメント』に収録。
10. サルの家
リズムボックスのビートに乗って、サルが戯れる。ミキサー卓上のスイッチングで曲が構成されている。